# Gardner (Wisconsin)
 (décembre 2022).
Pour les articles homonymes, voir Gardner.
Gardner est une ville américaine située dans le comté de Door au Wisconsin.